# Comuna Bilețkivka, Kremenciuk
Bilețkivka (în ucraineană Білецьківка) este o comună în raionul Kremenciuk, regiunea Poltava, Ucraina, formată din satele Bilețkivka (reședința), Burtî, Ceceleve, Malamivka, Novoselivka, Pidhirne și Stara Bilețkivka.

## Demografie
Componența lingvistică a comunei Bilețkivka
     Ucraineană (93,74%)
     Rusă (5,95%)
     Alte limbi (0,06%)
Conform recensământului din 2001, majoritatea populației comunei Bilețkivka era vorbitoare de ucraineană (93,74%), existând în minoritate și vorbitori de rusă (5,95%).